# ジョン・ワッツ
ジョン・ワッツ（Jon Watts, 1981年6月28日 - ）は、アメリカ合衆国の映画監督、脚本家。

## 経歴
1981年6月28日、コロラド州ファウンテンに生まれる。『エド・ウッド』に触発され、高校生の頃、友人たちと映画づくりを開始する。ニューヨーク大学を卒業した。
2014年、ホラー映画『クラウン』を手がける。2015年、ケヴィン・ベーコンを主演に迎えたスリラー映画『COP CAR/コップ・カー』が公開される。
2017年には、トム・ホランド主演の『スパイダーマン:ホームカミング』が公開された。その後、続編の『スパイダーマン:ファー・フロム・ホーム』『スパイダーマン:ノー・ウェイ・ホーム』でも監督を務めた。
2020年、MCU版『ファンタスティック・フォー』の監督を務めると発表されたが、2022年にプロジェクトから離脱したことが発表された。

## フィルモグラフィー

### 映画
| 年   | 題名                                                            | 備考             |
| ---- | --------------------------------------------------------------- | ---------------- |
| 2014 | クラウン Clown                                                  | 監督・脚本       |
| 2015 | COP CAR/コップ・カー Cop Car                                    | 監督・脚本・製作 |
| 2017 | スパイダーマン:ホームカミング Spider-Man: Homecoming            | 監督・脚本       |
| 2019 | スパイダーマン:ファー・フロム・ホーム Spider-Man: Far From Home | 監督             |
| 2021 | スパイダーマン:ノー・ウェイ・ホーム Spider-Man: No Way Home     | 監督             |
| 2024 | ウルフズ Wolves                                                 | 監督・脚本・製作 |
| TBA  | Murder 101                                                      | 監督             |

### テレビシリーズ
| 年   | 題名                                                         | 備考             |
| ---- | ------------------------------------------------------------ | ---------------- |
| 2022 | ザ・オールドマン〜元CIAの葛藤 The Old Man                    | 監督・製作総指揮 |
| 2024 | スター・ウォーズ:スケルトン・クルー Star Wars: Skeleton Crew | 監督・製作総指揮 |

## 関連文献
- “『COP CAR コップ・カー』ジョン・ワッツ インタビュー”. NOBODY (2016年). 2016年4月4日閲覧。